# 風味堂4
『風味堂4』（ふうみどう4）は風味堂のメジャー4枚目のアルバムである。2009年3月18日発売。

## 内容
前作『風味堂3』から約1年半ぶりとなるオリジナルアルバム。前作同様にアルバム名は「グループ名＋アルバム枚数」という形は受け継いでいるものの、ジャケットについては前回までの流れとは違っている。この作品はほぼ全曲がメンバーセルフプロデュースによるもの。
10thシングル「メリークリスマス、、、。」は収録されていない。

## 収録曲
1. Hey, Boys and Girls!
2. 世界一甘いキスを交わしたら
3. ファイト
ハウス食品のカレーキャンペーンCFソング。「LIVE BURN!! ~Hot Love Song~」の初回限定版CDに収録されている。
4. 禁煙宣言
5. アイノコトバ
松屋フーズCFソング。
6. 昼下がりのBallerine
7. 退屈な日曜日
MUSIC ON! TV10thスペシャルドラマ「青梅街道精進旅行」主題歌。
8. Bye Bye Good Bye
9. ウイスキーコーク
10. 未確認飛行物体な少女
11. We must get love back again
12. 大切にするからね
11thシングル。
「久米宏のテレビってヤツは!?」1-3月エンディングテーマ。

## 演奏
- 渡和久
  - Vocal
  - Background Vocal (#1-7.10.11.12)
  - Acoustic Piano (#1-6.8-12)
  - Synthesizer (#1.2.4.5.6.10)
  - Hammond Organ, Fender Rhodes (#3)
  - Clap (#11)
- 中富雄也
  - Drums
  - Background Vocal (#1.2.6.7.10.11)
  - Percussion (#1.3.4.6.7.9.11)
  - Glockenspiel (#7)
  - Clap (#11)
- 鳥口 JOHN マサヤ
  - Electric Bass
  - Background Vocal (#1.2.6.7.10.11)
  - Clap (#11)
- 村山達哉：Strings Arrangement (#2.5)
- 徳永友美ストリングス：Strings (#2.5)
- 坂井“Lambsy”秀彰：Percussion (#2)
- 都竹悦子：Narration (#4)
- 武嶋聡
  - Tenor Sax (#6.8)
  - Horn Arrangement (#6.8.9)
- 後関好宏
  - Baritone Sax (#6.8)
  - Alto Sax (#9)
- 五十嵐誠：Trombone (#6.8)
- 島裕介：Trumpet (#6)
- Marie-Claire Constans, Gregory Germain：French Voice (#6)
- Yusuke Watari
  - Acoustic Guitar (#7)
  - Background Vocal (#7.11)
- 杉並児童合唱団：Choir (#8)
- 高野猶幸、大和田智彦、茂呂佳代子、村田明日香：Clarinet (#8)
- 鈴木広志：Bass Clarinet (#8)
- 齋藤寛、坂上領：Flute (#8)
- ヤマカミヒトミ、江川良子：Alto Sax (#8)
- 片平奈央、渡部奈津子：Horn (#8)
- 川崎太一朗、田澤麻美：Trumpet (#8)
- 滝本尚史、榎本裕介：Trombone (#8)
- 安東京平：Euphonium (#8)
- 木村仁哉：Tuba (#8)
- 田中裕二：Mallet (#8)
- シーラ・G & DALI SISTERS：Background Vocals (#10)
- 金原千恵子ストリングス：Strings (#12)
- 南浩之、丸山勉：French Horn (#12)